# Варгас, Фабиан Андрес
Фабиа́н Андре́с Ва́ргас Риве́ра (исп. Fabián Andrés Vargas Rivera; род. 17 апреля 1980, Богота) — колумбийский футболист, выступающий за «Ла Экидад». Победитель Кубка Америки 2001 года в составе сборной Колумбии.

## Биография
Один из лучших полузащитников Колумбии 2000-х годов. В составе первых трёх клубов, за которые он выступал, выигрывал международные трофеи, включая Кубок Либертадорес, Межконтинентальный кубок и Клубный чемпионат мира.

## Достижения
«Америка Кали»
- Чемпион Колумбии (3): 2000, 2001, Апертура 2002
- Победитель Кубка Мерконорте (1): 1999

«Бока Хуниорс»
- Чемпион Аргентины (3): 2003 Апертура, 2005, 2006 Клаусура
- Обладатель Межконтинентального кубка (1): 2003
- Победитель Южноамериканского кубка (2): 2004, 2005
- Обладатель Рекопы (3): 2005, 2007, 2008

«Интернасьонал»
- Клубный чемпион мира (1): 2006

Сборная Колумбии
- Победитель Кубка Америки (1): 2001